# María Gloria Martínez Vidal
María Gloria Martínez Vidal fue una de las profesoras encargadas de poner en marcha en 1991, fecha de su creación, los estudios de informática en la Universidad Jaume I de Castellón. Desde entonces ha estado involucrada, muy activamente, en todos los aspectos tanto organizativos como docentes de dichos estudios.
También fue una de las personas más destacadas en muchas de las actividades extraacadémicas de esta Universidad como son, por ejemplo, las jornadas iParty, o el grupo de Amnistía Internacional de la UJI (Universidad Jaume I). Además, también destacó a nivel nacional como impulsora de la Asociación de Enseñantes Universitarios de Informática (AENUI) de la cual era Coordinadora en el momento de su fallecimiento.
El 14 de abril de 2009 falleció a causa de un cáncer de pulmón, durante su enfermedad redactó en su blog el transcurso de la misma.

## Publicaciones, Ponencias y Congresos
- Publicaciones OCIT

María Gloria Martínez Vidal, Germán Fabregat Llueca. LECTURE NOTES IN COMPUTER SCIENCE . Solving the generalized sylvester equation with a systolic library. Num. . pp. 403-416. 2001 Internacional.
- Ponencias a Congresos
  - José Manuel Badia Contelles, Sergio Barrachina Mir, María Asunción Castaño Álvarez, María Isabel Castillo Catalán, Isabel Gracia Luengo, María de los Ángeles López Malo, María Mercedes Marqués Andrés, María Gloria Martínez Vidal. Y los estudiantes ¿Qué opinan?. XIV Jornadas de Enseñanza Universitaria de la Informática. Granada (España): 09-07-2008. Nacional. 2008 Rosalía Peña Ros, Pedro A. Castillo Valdivieso, Mancia Anguita López. ISBN 978-84-612-4475-1.
  - María de los Ángeles López Malo, María Gloria Martínez Vidal, María Mercedes Marqués Andrés, Jesús Ibáñez. Adaptación al EEES de "Metodología y Tecnología de la Programación" de Ingeniería Técnica en Informática de Sistemas. Jornada Nacional Sobre Estudios Universitarios. Castellón (España): 15-09-2008. Nacional. 2008 Universitat Jaume I. ISBN 978-84-8021-679-1.
  - María Gloria Martínez Vidal, Germán Fabregat Llueca. Perfil profesional y académico de la informática en España. Proc. of VIII Jornadas de Enseñanza Universitaria de la Informática (JENUI 2002). Cáceres: . Nacional. 2002 Departamento de Informática de la Universidad de Extremadura. ISBN 84-600-9782-X.
  - María Gloria Martínez Vidal, Germán Fabregat Llueca, Vicente Hernandez . A Methodology for Designing Algorithms to Solve Linear Matrix Equations. 4th International Meeting in Vector and Parallel Processing (VECPAR 2000). Porto, Portugal: . Internacional. 2000 Facultade de Engenharia da Universidade do Porto. ISBN na.
- Comité de congresos
  - María Teresa Escrig Monferrer, José Manuel Badia Contelles, María Gloria Martínez Vidal, Enric Cervera Mateu, Luis Amable García Fernández, María Lidón Museros Cabedo, María de los Ángeles López Malo, Julio Pacheco Aparicio, Begoña Martínez Salvador, José Miguel Sanchiz Martí. 5é Congrés Català d'Intel.ligència Artificial. Castellón: 24-10-2002. Nacional. Comité organizador.

## Homenaje a Gloria Martínez
Los días posteriores a su fallecimiento se recogieron más de 1000 firmas a través de una página web con el objetivo de homenajear a la profesora. La propuesta consistió en alcanzar el suficiente número de firmas para solicitar que se diese el nombre de "Gloria" a una de las aulas de la ESTCE donde ella desarrolló su actividad docente.
Desde el 23 de septiembre de 2009, por decisión unánime de la Junta de Centro de la ESTCE, el aula TD1102AA de la Escuela Superior de Tecnología y Ciencias Experimentales lleva el nombre de la profesora "Gloria Martínez". Ese mismo día, amigos y compañeros se reunieron en un sentido homenaje a la profesora con motivo del descubrimiento de una placa conmemorativa en el aula que desde entonces lleva su nombre.

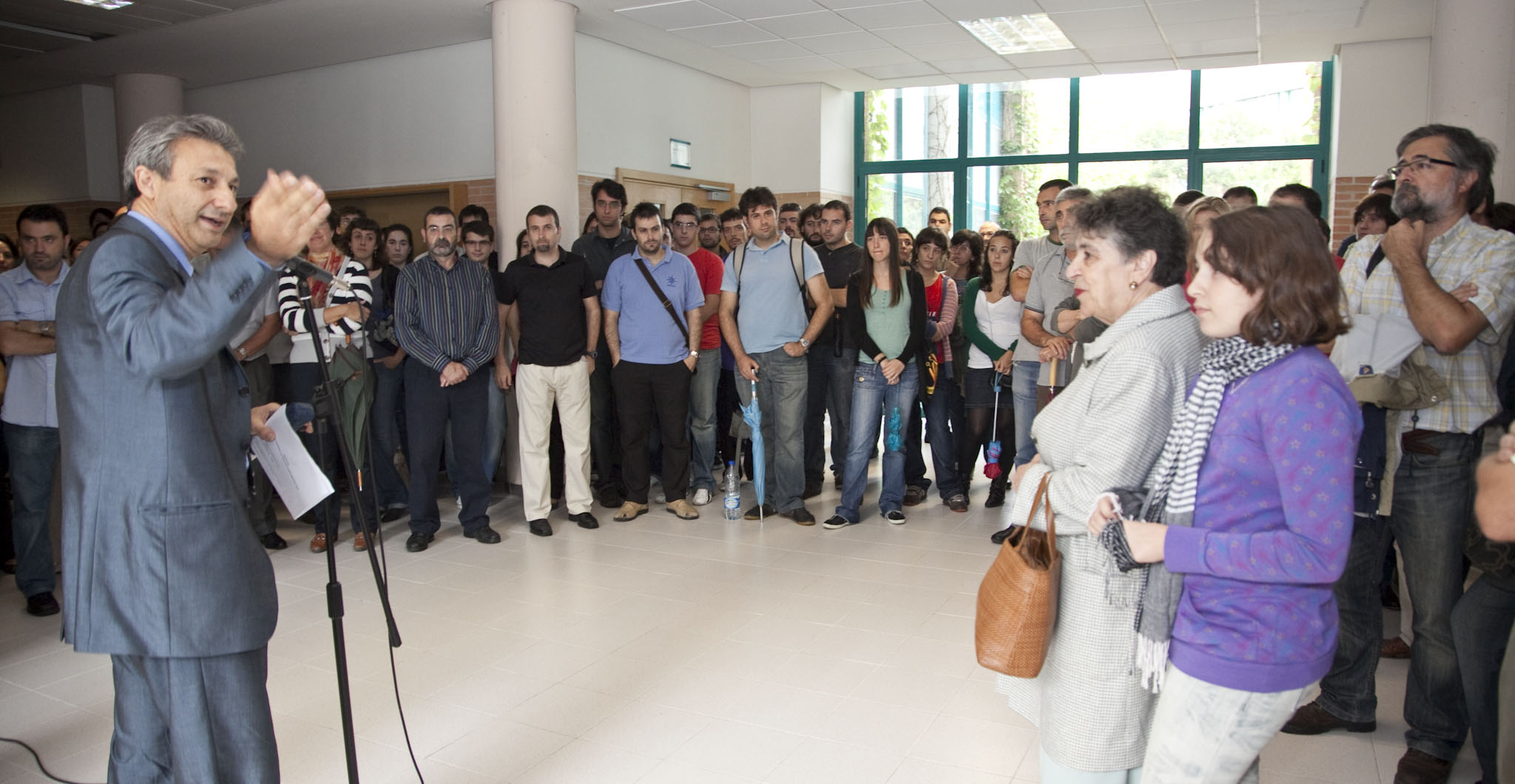
Homenaje a la profesora María Gloria Martínez

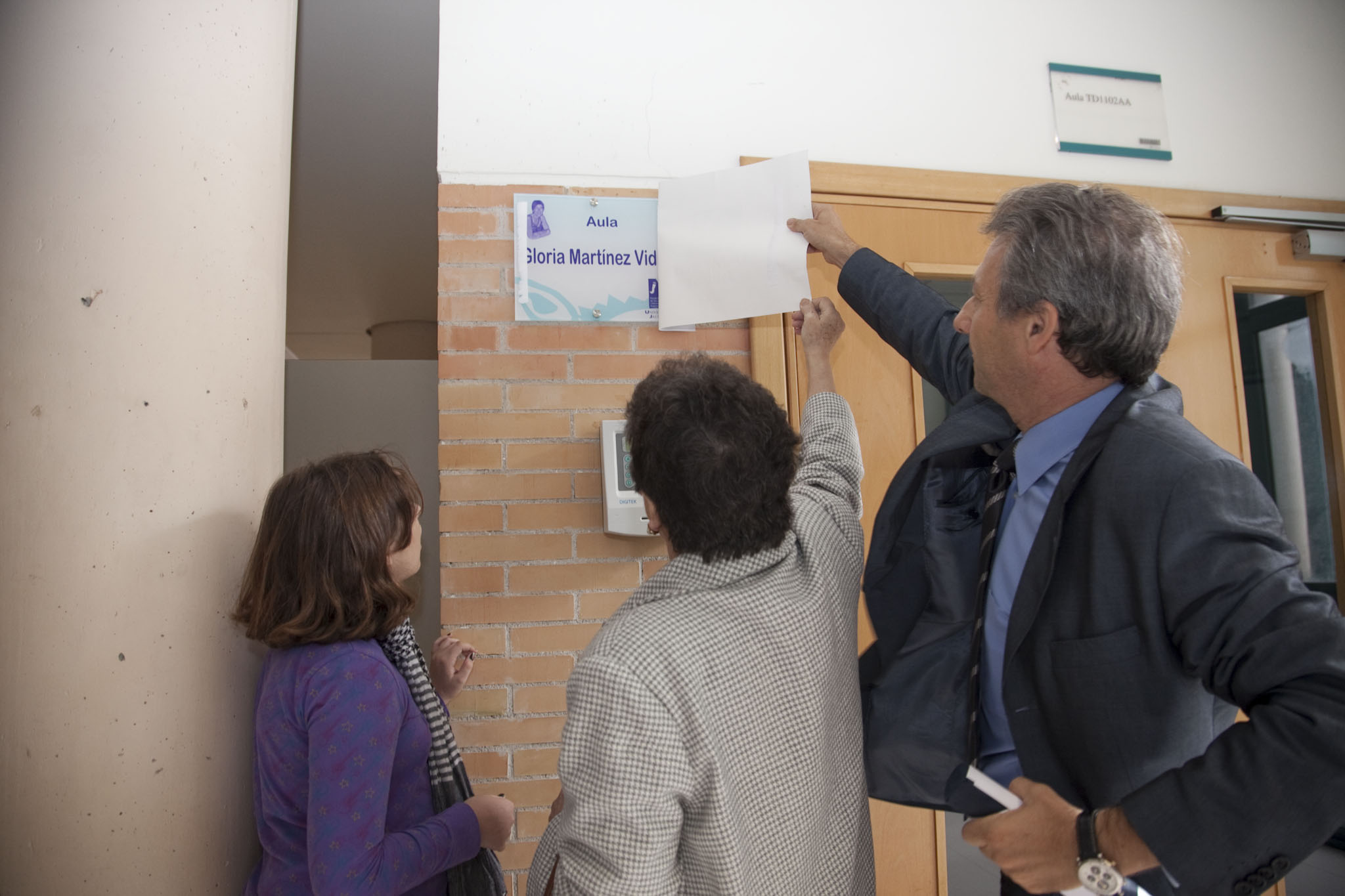
Momento en el que se descubre la placa conmemorativa que da nombre al aula TD1102AA, como aula de la profesora María Gloria Martínez Vidal. En la imagen de izquierda a derecha hija y madre de la profesora María Gloria Martínez y el entonces rector de la Universitat Jaume I, Francisco Toledo.

En 2011 recibió a título póstumo el premio de la Asociación de Enseñantes de Informática (AENUI) a la Calidad e Innovación docente.